# Луреј (Вирџинија)
Луреј (енгл. Luray) град је у америчкој савезној држави Вирџинија. По попису становништва из 2010. у њему је живело 4.895 становника.

## Демографија
Према попису становништва из 2010. у граду је живело 4.895 становника, што је 24 (0,5%) становника више него 2000. године.
| Група             | 2000.         | 2010.         |
| Белци             | 4.461 (91,6%) | 4.437 (90,6%) |
| Афроамериканци    | 269 (5,5%)    | 236 (4,8%)    |
| Азијати           | 16 (0,3%)     | 26 (0,5%)     |
| Хиспаноамериканци | 66 (1,4%)     | 129 (2,6%)    |
| Укупно            | 4.871         | 4.895         |